# 山本學
山本 學（やまもと がく、1937年〈昭和12年〉1月3日 - ）は、日本の俳優。山本 学 表記での出演作も数多く、クレジットが「山本學」に統一されたのは、1990年代半ば以降である。
大阪府茨木市生まれ、東京育ち。成蹊中学校・高等学校卒業、成蹊大学中退、俳優座養成所第7期生。建築家の山本勝巳の長男。俳優の山本圭、山本亘は弟。元妻に水野久美がいる。1953年に起こった日章丸事件で、舞台となった出光興産所有のタンカー・日章丸の船長であった新田辰男は伯父にあたる。所属事務所は、エム・アール。

## 人物・来歴
成蹊高校の同級生に服部克久、梶谷剛がいた。
当初は建築家の父を継ぐつもりであったが、たまたま見た芝居の舞台装置に興味を持ち、弟・山本圭の友人だった東野英心の父・東野英治郎に相談し、1955年に俳優座養成所第7期生となる。同期に水野久美、大山のぶ代、富士真奈美、井川比佐志、露口茂、田中邦衛がいる。
1956年、成蹊大学を中退。1957年、『裸の町』の丁稚役でデビュー。
1958年、劇団新人会へ入団し、テレビドラマと舞台に相次いで出演（劇団は1972年に退団）。以降、バイプレーヤーとして活躍する。テレビドラマでは医師役が多く、中でも1978年に『白い巨塔』で演じた内科医・里見脩二役は代表作の1つ。
1980年には演劇プロデュースを目的とした「五五の会」を設立（三三五五集まって良い舞台をつくり三三五五散る、との趣旨の名）。『時代屋の女房』『馬車道の女』『罠』などを上演した。中でもロベール・トマ作の『罠』は20余年かけて全国津々浦々の劇場をまわった。
1993年には、第18回（1992年度）菊田一夫演劇賞を受賞した（『雁金屋草紙』、『晩菊』の演技に対して）。
1966年には、養成所時代から10数年交際していた水野と結婚したが1969年に離婚。その後、広島原爆の被爆者である一般人の女性と再婚したが、2007年に死別。
2012年9月5日、山本、三宅久之、長谷川三千子、金美齢ら28人は、同年9月の自由民主党総裁選挙に向けて、「安倍晋三総理大臣を求める民間人有志の会」を発足させた。同日、同団体は安倍晋三の事務所に赴き、出馬要請をした。9月26日、総裁選が実施され、安倍が当選した。

## 出演
※「 - 」は役名

### テレビドラマ
- 巣立ち（1962年、NHK） - 小坂勉
- 東芝日曜劇場（TBS）
  - カミさんと私 シリーズ（1963年 - 1972年） - 清水健二
  - 愛と死をみつめて（1964年） - 河野実
  - 土曜と月曜の間（1964年）
  - 女と味噌汁その6、29、30（1967年、1974年） - 松本清
  - 亜紀子 前・後編（1971年） - 仁部孝
  - 式場の微笑（1975年）
  - 証明（1977年） - 高木信
  - キャスター（2025年） - 山井和雄[17]
- 源氏物語（1965年 - 1966年、MBS） - 頭中将
- わが心のかもめ（1966年、NHK） - 手島
- 大河ドラマ（NHK）
  - 三姉妹（1967年） - 高杉晋作
  - 天と地と（1969年） - 足利義輝
  - 新・平家物語 （1972年） - 平頼盛
  - 春の波涛（1985年） - 島村抱月
  - 八代将軍吉宗（1995年） - 久世重之
  - 元禄繚乱（1999年） - 吉田忠左衛門
  - 軍師官兵衛（2014年） - 快川紹喜
  - おんな城主 直虎（2017年） - 甚兵衛
- ザ・ガードマン 第145話「私の愛した死体」（1968年、TBS） - 中原
- 日本任侠伝 第1話「国定忠治」（1969年、NET）
- 無用ノ介 第16話「さむらい渡とのらいぬ無用ノ介」（1969年、NTV） - 渡徹馬
- 青空浪人（1971年、NTV） - 鳥居甲斐守
- ありがとう 第2シリーズ（1972年、TBS） - 千葉広道
- シークレット部隊 第24話「恋の泥棒作戦」（1972年、TBS） - 内藤 役
- お姉ちゃん（1973年 - 1974年、TBS） - 山賀進
- 銭形平次 （CX） 
  - 第357話「雪の挽歌」（1973年） - 最上征四郎
  - 第434話「御典医の夢」（1974年） - 秋山新之助
- ぶらり信兵衛 道場破り 第10話「居候が恋をした」（1973年、CX） - 三宅栄三郎
- 必殺シリーズ （ABC / 松竹）
  - 助け人走る 第10話「水中大作戦」（1973年） - 村越重蔵
  - 暗闇仕留人 第13話「自滅して候」（1974年） - 佐島昌軒
  - 必殺仕置屋稼業 第4話「一筆啓上仕掛が見えた」（1975年） - 高田京楽
  - 必殺仕事人ワイド 大老殺し 下田港の殺し技珍プレー好プレー（1987年） - 勝麟太郎
- 剣と風と子守唄 第6話「荒原の墓標」（1975年、NTV） - 榊原兵馬
- 賞金稼ぎ 第7話「サムライの挽歌」（1975年、NET） - 道家宗春
- 破れ傘刀舟 悪人狩り （NET）
  - 第23話「母恋い童唄」（1975年） - 勝村新兵衛
  - 第59話「天保飛脚人異聞」（1975年） - 亀沢左内
- ガラスの絆（1975年、NTV） - 彩場弘之
- 気まぐれ本格派（1977年 - 1978年、NTV） - 清水利昌
- 新五捕物帳 第9話「涙を背負った赤ん坊」（1977年、NTV） - 弥八
- 赤とんぼ（1978年、THK） - 木島勉
- 白い巨塔（1978年 - 1979年、CX） - 里見脩二
- 特捜最前線（1979年、ANB） - 朝倉正道
- 不毛地帯（1979年、MBS） - 井村一雄
- 風の隼人（1979年 - 1980年、NHK） - 阿部正弘
- 女が職場を去る日（1979年、CX） - 岡田明
- 裸の大将放浪記 第1話（1980年、KTV） - 馬宮先生
- 連続テレビ小説（NHK）
  - まんさくの花（1981年）
  - つばさ（2009年） - 葛城清之助
- 土曜ワイド劇場（テレビ朝日）
  - 江戸川乱歩の美女シリーズ / 化粧台の美女・江戸川乱歩の「蜘蛛男」（1982年、松竹） - 黒柳肇
  - 松本清張スペシャル・数の風景（1991年） - 板垣貞夫
- 火曜サスペンス劇場「松本清張スペシャル・歯止め」（1983年、NTV） - 旗島信雄
- 大奥（1983年 - 1984年、KTV） - 徳川慶喜
- 新春ワイド時代劇（TX）
  - 若き血に燃ゆる〜福沢諭吉と明治の群像（1984年） - 緒方洪庵
  - 花の生涯 井伊大老と桜田門（1988年） - 徳川家定
- 妻たちの熱い午後（1984年、ANB） - 間宮草平
- 不良少女と呼ばれて（1984年、TBS） - 曽我聖一郎 ※特別出演
- 影の軍団IV（1985年、KTV） - 堀田正睦
- 時にはいっしょに（1986年、CX） - 佐伯恭治
- 松本清張の黒い樹海（1986年、ANB）
- 愛の劇場「妻よ妻よ」（1987年、TBS） - 岩城部長
- 夏樹静子サスペンス「宅配便の女」（1987年、KTV）
- 地方記者・立花陽介3 釜石遠野通信局（1994年5月24日、NTV）
- ドラマ30
  - 風たちの遺言（1995年、CBC） - 安藤
  - いのちの現場から7（2001年、MBS） - 梶本健介
- 沙粧妙子 -最後の事件-（1995年、CX） - 卯木俊光
- 雲の上の青い空〜歌手誕生物語〜（1997年3月31日〜5月1日NHKドラマ新銀河全20話） - 富岡先生 
  - 沙粧妙子 -帰還の挨拶-（1997）
- 白愁のとき 精神余命一年（1996年、TBS） - 八木智之
- 新・御宿かわせみ 第14話「師走の月」（1997年、ANB / 東映） - 鉄五郎
- 金曜エンタテイメント「お局探偵亜木子&みどりの旅情事件帳2」（1998年7月31日、CX） - 川島丈郎
- 火曜サスペンス劇場「身辺警護2」（1998年10月20日、NTV） - 柳沢厳夫
- 暴れん坊将軍IX 第27話「宿命の絆 わが子に一目逢いたい!」（1999年、ANB） - 伍助
- 剣客商売 第7話「箱根細工」（1998年、CX） - 横川彦五郎
- ハイビジョンスペシャル「神の手を持つ絵師 若冲」（2001年、NHKBShi） - 大典
- 白い影 -Love and Life in the White- 第6話「愛がかなう日」（2001年、TBS） - 七瀬隆弘 
  - 白い影 その物語のはじまりと命の記憶（2003年1月2日、TBS）
- 水戸黄門 第29部 （2001年、TBS） - 井上玄桐
- 月曜ミステリー劇場「弁護士 朝吹里矢子1」（2001年11月5日、TBS） - 潮一志
- 松本清張没後10年企画・疑惑（2003年3月22日、EX） - 白河福太郎
- ちゅらさん2（2003年、NHK） - 紺野渉
- スタジオ演劇 そのまま!（2005年5月、ETV）
- 父に奏でるメロディー（2005年11月、NHK BShi / 2006年5月、NHK） - 山際恭三
- 新・人間交差点 第2話（2006年8月26日、NHK） - 築岡瑛一郎 役
- 花より男子2 第10話・第11話（2007年3月9日・3月16日、TBS） - 初老の紳士（遠山）
- わたしたちの教科書 第4話・第6話（2007年5月3日・5月17日、CX）
- はだしのゲン（2007年8月10日・8月11日、CX） - 中岡元（晩年）  / ナレーション
- 水曜ミステリー9（TX）
  - 「多摩南署たたき上げ刑事・近松丙吉7 不幸な雨」（2007年9月2日） - 棚橋潔
  - 「捜査検事・近松茂道14 秘湯・乳頭温泉に消えた女」（2013年11月27日） - 広田和之
  - 「負け組法律事務所〜沈黙する証人〜」（2015年1月28日） - 深町紀世彦
  - 「刑事吉永誠一 涙の事件簿13 湖で拾った女」（2016年1月6日） - 緒方則夫
  - 「検事・沢木正夫4 自首」（2016年9月14日） - 岡林孝夫
- 眉山（2008年4月4日、CX） - 篠崎孝次郎（晩年）
- 春さらば〜おばあちゃん 天国に財布はいらないよ〜（2009年3月25日、TX） - 原川昭
- 浅見光彦〜最終章〜（2009年、TBS） - 井出啓介
- 月曜ゴールデン（TBS）
  - 「おばさん会長・紫の犯罪清掃日記 ゴミは殺しを知っているシリーズ8」（2010年2月1日） - 徳永清太郎
  - 「世田谷駐在刑事3」（2015年8月10日） - 高森正宗
- 土曜ドラマ 「君たちに明日はない」 第5話（2010年2月20日、NHK）
- まっつぐ〜鎌倉河岸捕物控〜（2010年4月 - 8月、NHK） - 松坂屋
- 獣医ドリトル（2010年11月 - 12月、TBS） - 土門光蔵
- 忠臣蔵〜その男、大石内蔵助（2010年12月25日、EX） - 堀部弥兵衛
- チーム・バチスタSP2011〜さらばジェネラル!天才救命医は愛する人を救えるか〜（2011年1月2日、KTV） - 神宮寺章
- 松本清張ドラマスペシャル 砂の器 第二夜（2011年9月11日、EX） - 本浦千代吉
- 南極大陸（2011年10月 - 12月、TBS） - 古館智大
- 愛・命 〜新宿歌舞伎町駆け込み寺〜（2011年12月17日、EX） - 玄新一
- 松本清張没後20年特別企画 ドラマスペシャル 波の塔（2012年6月23日、EX） - 源田清三
- 相棒 Season11 「森の中」（前編）「猛き祈り」（後編）（2012年12月12日・12月19日、EX） - 生方豊茂
- 金曜プレステージ「浅見光彦シリーズ46」（2013年1月11日、CX） - 高塚健司
- 開局55周年記念ドラマスペシャル「最も遠い銀河」（2013年2月2日・3日、EX） - 榎本英生
- 遺留捜査 第3シリーズ 第7話（2013年5月29日、EX） - 島崎幸男
- 最も遠い銀河（2013年2月2日・3日、EX） - 榎本英生
- 福家警部補の挨拶 最終話（2014年3月25日、CX） - 後藤秀治
- ウロボロス〜この愛こそ、正義。（2015年1月23日、TBS） - 劉宗鉉
- 2030 かなたの家族（2015年9月26日、NHK総合）[18]
- 三つの月（2015年10月3日、CBC・TBS） - 並木孝
- 撃てない警官（2016年1月 - 2月、WOWOW） - 山路直武[19]
- ドラマスペシャル「ゴールドウーマン」（2016年5月28日、テレビ朝日） - 西條正國
- 陽炎の辻スペシャル〜居眠り磐音 江戸双紙〜 完結編（2017年1月2日、NHK） - 松平宗武
- 監察官・羽生宗一5（2017年4月1日、EX） - 添田一郎
- 刑事7人 第3シリーズ（2017年7月12日 - 9月13日、EX） - 馬久根恒義
- 赤ひげ (2017年のテレビドラマ) 第2話（2017年11月10日、NHK BSプレミアム） - 喜助
- 越路吹雪物語（2018年、EX） - 宇野重吉
- ハゲタカ (テレビドラマ)（2018年7月19日 -、EX） - 西澤則之
- 下町ロケット（2018年10月 -、 TBS） - 殿村正弘[20]
- 天使にリクエストを〜人生最後の願い〜（2020年9月 - 、NHK総合・NHK BS4K） - 三井真吉 役
- 逃亡者 (2020年のテレビドラマ)（2020年） - 沢村八郎 役
- 倫敦ノ山本五十六（2021年12月30日、NHK総合） - 高橋是清 役[21]
- ドラマ10 大奥 第6話（2023年2月14日、NHK総合）- 隆光 役

### 映画
- 裸の町（1957年、東京映画） - 源吉
- 女であること（1958年、東京映画） - 浅川
- 武器なき斗い（1960年、大東映画） - 木村
- 松川事件（1961年）
- スパイ（1965年、大映） - 李起春
- 新・鞍馬天狗 五條坂の決闘 （1965年、大映） - 志賀虎之助
- 座頭市地獄旅（1965年、大映） - 佐川友之進
- 刺青（1966年、大映） - 清吉
- 新・事件記者 大都会の罠（1966年、東宝） - 野村精一
- にせ刑事（1967年、大映） - 岸鉄郎
- ヒロシマの証人（1968年） - 根本晋吉
- 悪名一番勝負（1969年、大映） - 花島卯之助
- 幕末（1970年、東宝） - 千左右吉
- 戦争と人間 第1部・第2部（1970年-1971年、日活） - 白氷祥
- 金環蝕（1975年、東宝） - 西尾貞一郎
- 分校日記 イーハトーブの赤い屋根（1978年、富士映画） - 医師
- 潮音-ある愛のかたみ（1984年）
- 虹の橋（1993年、東宝） - 式部
- 四十七人の刺客（1994年、東宝） - 吉田忠左衛門
- 梟の城（1999年、東宝） - 下柘植次郎兵衛
- 僕の初恋をキミに捧ぐ（2009年、東宝）
- スノープリンス 禁じられた恋のメロディ（2009年、松竹） - 老紳士
- 永遠の0（2013年、東宝） - 武田貴則
- あらうんど四万十 ―カールニカーラン―（2015年） - 東吾大八
- フローレンスは眠る（2016年） - 佐藤善一郎[22]
- 実りゆく（2020年10月9日、彩プロ）[23]
- 騙し絵の牙（2021年3月26日、松竹） - 伊庭喜之助
- 峠 最後のサムライ (2022年、松竹/アスミック・エース)  - 百姓[24]
- 雪の花 -ともに在りて-（2025年、松竹） - 大庄屋の主人[25][26]

### 舞台
- 菊枕（1974年 芸術座）
- 嫁しゅうとめ（1983年 芸術座）
- 新 となりの芝生（1986年 芸術座）
- お嫁に行きたい!!（1987年 芸術座）
- 忘れ扇（1989年、明治座）
- 晩菊（1993年 芸術座）
- 新・恋山彦（2001年1月 新橋演舞場）
- 春が来た（2002年8月 ル・テアトル銀座）
- ビギン・ザ・ビギン（2002年11月 帝国劇場）
- 罠（「五五の会プロデュース」全国公演）
- マリー・アントワネット（2004年11月 新橋演舞場）（2006年4月〜5月 大阪松竹座）
- おんなたちの同窓会（2005年1月 名鉄ホール）
- 放浪記（1987年〜2009年 芸術座他）
- ツキコの月 そして、タンゴ（2005年10月 帝国劇場、11月 中日劇場）
- 流星に捧げる（2006年3月 紀伊國屋サザンシアター）
- 眉山（2007年、2009年8月1日〜8月18日 明治座）

### 劇場アニメ
- 8月のシンフォニー -渋谷2002〜2003（2009年） - 老人

### 吹き替え
- 偉大な生涯の物語（1974年） - イエス・キリスト

### 携帯配信ドラマ
- 5年後のラブレター（2010年5月 - 7月、BeeTV） - 奥本（喫茶店マスター）

### ラジオ
- わが人生に乾杯! （2008年11月13日 NHKラジオ第一放送）

### CM
- 養命酒

### その他
- 情報プレゼンター とくダネ! （2001年3月 - 4月、フジテレビ）※コメンテーター
- HAPPY Xmas SHOW〜聖夜にあの名曲が夢の共演で蘇る! （2006年12月24日、日本テレビ） - 謎の老人
- NNNドキュメント'09「子どもたちの戦争　置き去りにされた文集から」（2009年11月9日、日本テレビ）※ナビゲーター
- 首都圏情報 ネタドリ!「認知症“予備軍” 「早期」に「予防」できる!?」（2024年9月20日、NHK総合）※VTRおよびスタジオ出演